# Saranovskita
La saranovskita és un mineral de la classe dels òxids que pertany al grup de la crichtonita. Rep el nom de la mina Saranovskii, a Rússia, la seva localitat tipus.

## Característiques
La saranovskita és un òxid de fórmula química SrCaFe2+₂(Cr₄Ti₂)Ti₁₂O38. Va ser aprovada com a espècie vàlida per l'Associació Mineralògica Internacional l'any 2020, sent publicada per primera vegada el mateix any. Cristal·litza en el sistema trigonal. La seva duresa a l'escala de Mohs és 8,5.
Les mostres que van servir per a determinar l'espècie, el que es coneix com a material tipus, es troben conservades al Museu Mineralògic Fersmann, de l'Acadèmia de Ciències de Rússia, a Moscou (Rússia), amb el número de registre: 4159/1, i al Museu Geològic de l'Ural, amb el número de registre: 51158).

## Formació i jaciments
Va ser descoberta a Rússia, concretament a la mina Saranovskii, situada a la localitat de Saranovskaya, dins el districte de Gornozavodskii (Krai de Perm), on es troba en forma de grans fins anèdrics amb una mida inferior a 1 mm, i on es troba associada a altres minerals com zircó, turmalina, fluoroflogopita, fluorapatita, eskolaïta i cromita. Aquesta mina russa és l'únic indret de tot el planeta on ha estat descrita aquesta espècie mineral.